# Městys Bílá Voda

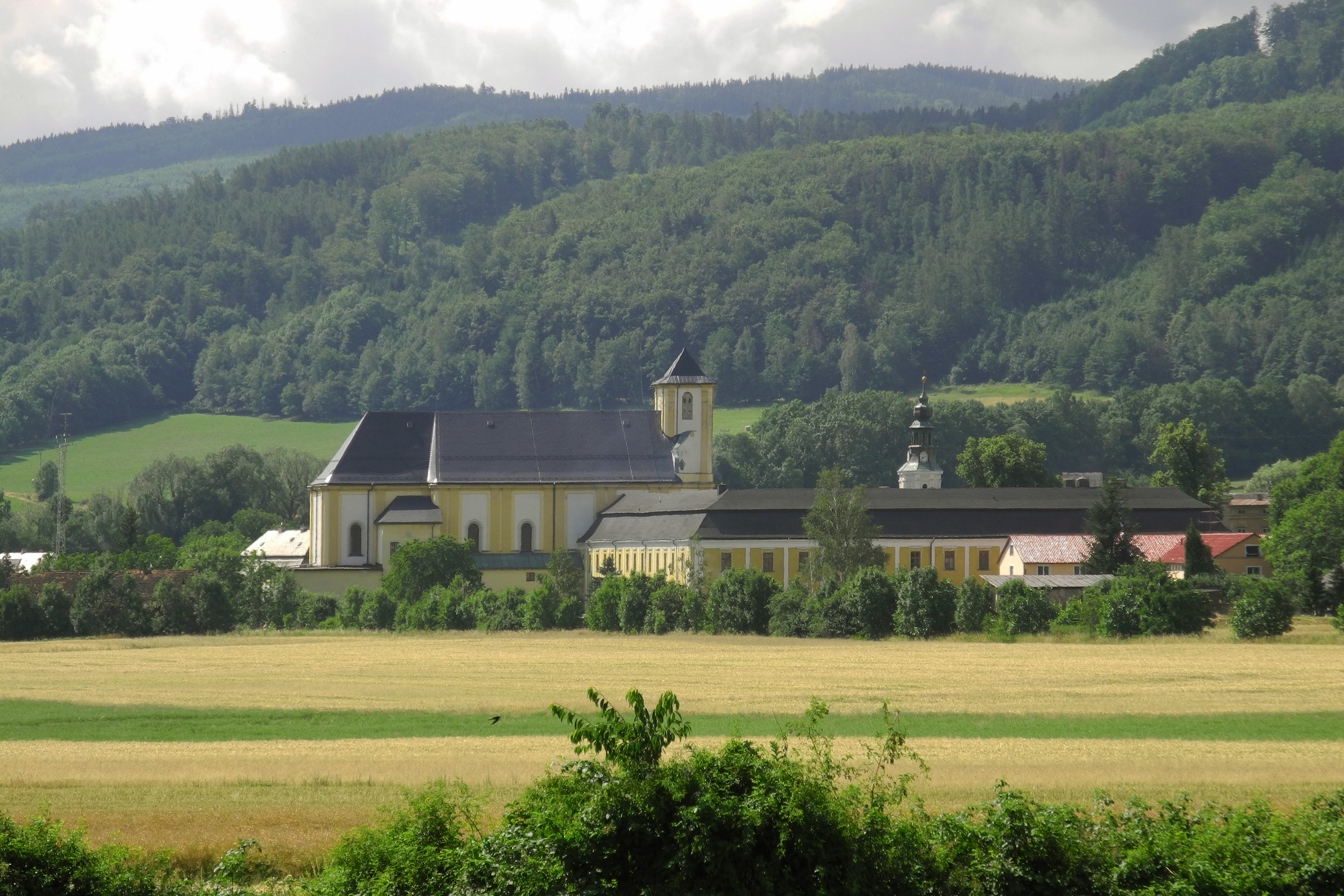
Kloster und Kirche Mariä Heimsuchung

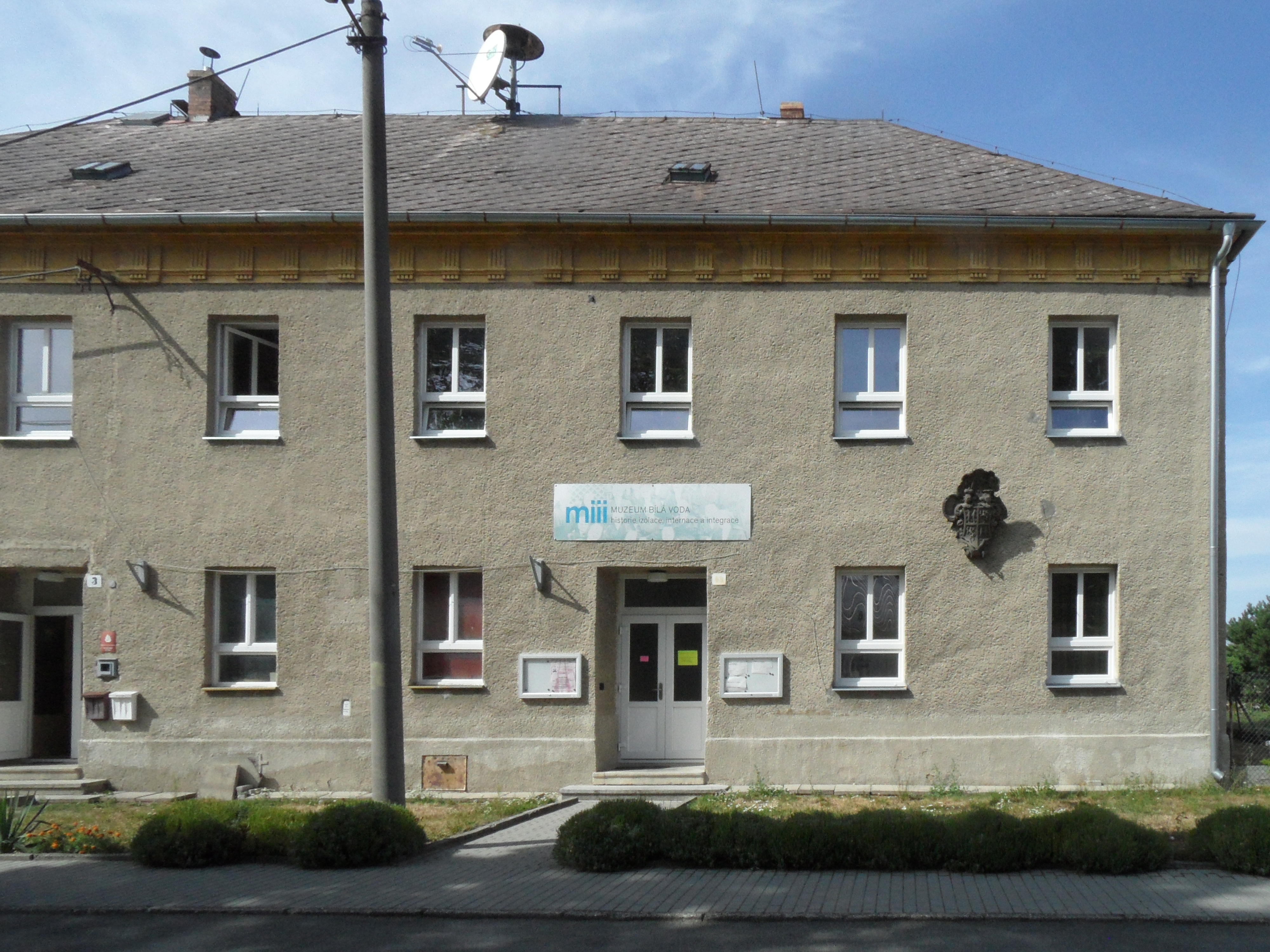
Museum

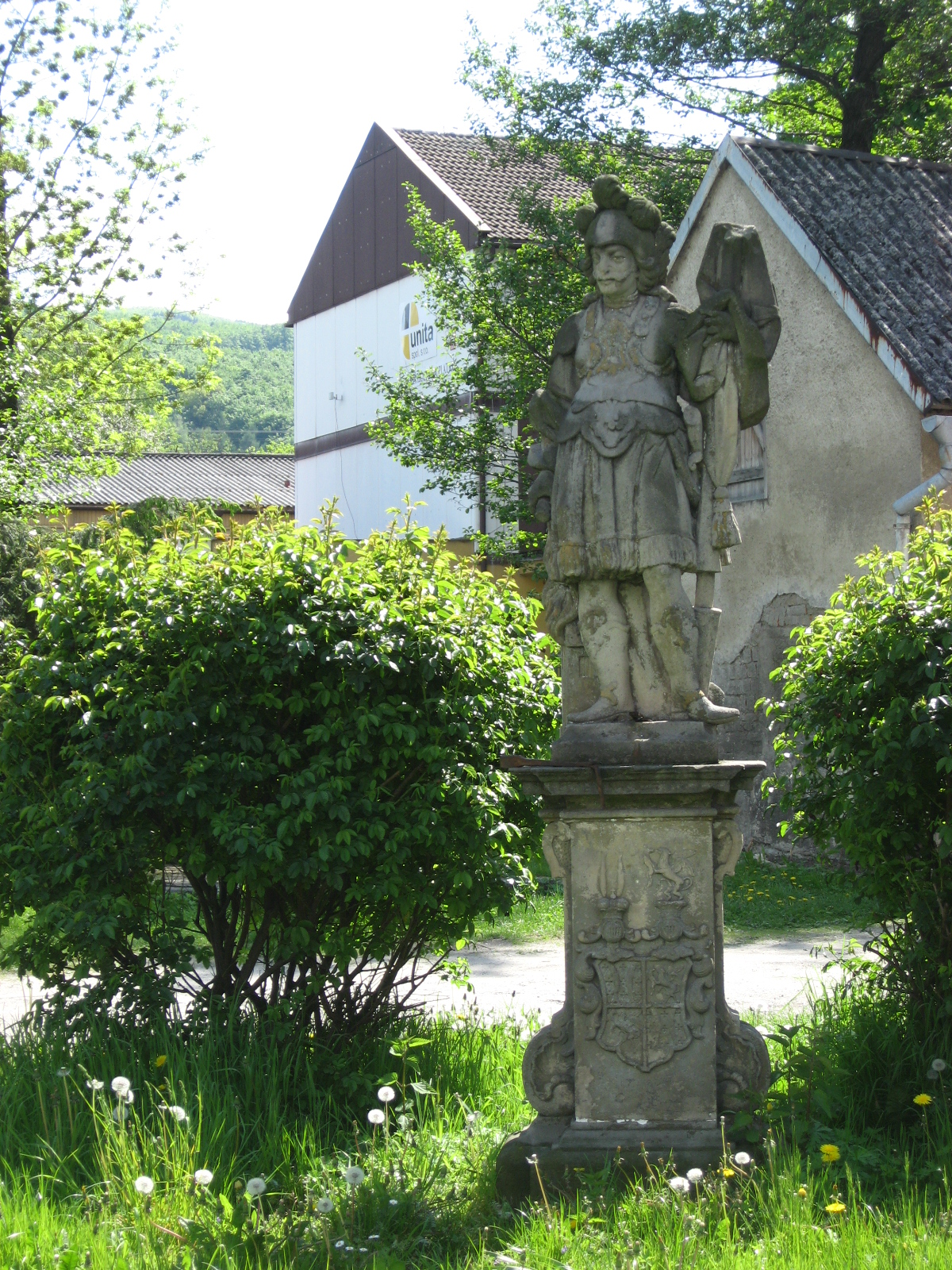
Statue des hl. Florian

Městys Bílá Voda (deutsch Weißwasser Markt, polnisch Miasteczko Biała Woda) ist ein Ortsteil der Gemeinde Bílá Voda in Tschechien. Er liegt drei Kilometer östlich von Złoty Stok an der polnischen Grenze und gehört zum Okres Jeseník.

## Geographie
Městys Bílá Voda befindet sich am Fuße des Reichensteiner Gebirges (Rychlebské hory) im Tal des Baches Bílá voda (Weißes Wasser). Nördlich erhebt sich der Grzbietnik (Finkenkoppe, 312 m n.p.m.), im Südosten der Dřinový vrch (Habichtstein, 489 m n.m.), südlich der Na Střelnici (433 m n.m.) und der U Šesti lip (Ritscheberg, 562 m n.m.), im Südwesten der Jahodník (Erdbeerkoppe, 576 m n.m.), die Kohlkoppe (502 m n.m.), die Paseka (Alter Hau, 541 m n.m.) und der Scholzenberg (491 m n.m.) sowie westlich der Na Vychlídce (Hutberg, 425 m n.m.). Gegen Süden erstreckt sich das Wildgehege Bílá Voda.
Nachbarorte sind Kolonia Błotnica (Kolonie Plottnitz) und Błotnica (Plottnitz) im Norden, Kozielno im Nordosten, Kamienica im Osten, Kamenička im Südosten, Hundorf im Süden, Karlov und U Šišky im Südwesten, Ves Bílá Voda und Błotnica Górna im Westen sowie Płonica (Dörndorf) im Nordwesten.

## Geschichte
Die erste schriftliche Erwähnung des Dorfes Weißwasser erfolgte 1532. In der Mitte des 16. Jahrhunderts erhielt Weißwasser eine eigene protestantische Pfarrei, 1564 wurde ein verheirateter Pfarrer erwähnt. 1604 erfolgte der Bau der neuen Pfarrkirche der hl. Anna. Während des Dreißigjährigen Krieges verödete das Dorf und die Pfarrei erlosch; Weißwasser wurde danach wieder der Pfarrei Kamitz zugewiesen. Während der Rekatholisierung wurden die Wallfahrten zur Marienstatue in der Weißwasseraner Kirche wieder aufgenommen. Die erste Erwähnung einer Schule in Weißwasser erfolgte 1651. Das Dorf gehörte lange Zeit zum Gut Hertwigswaldau. 1687 erbte Franz Karl Graf von Liechtenstein-Kastelkorn Hertwigswaldau und ließ in Weißwasser ein Schloss errichten. Sein Sohn Jakob Ernst von Liechtenstein-Kastelkorn, der das Gut 1709 nach dem Tode des Vaters übernommen hatte, stiftete 1727 zwischen Weißwasser und Kamitz das erste Piaristenkolleg in Schlesien, er erneuerte die Pfarrei Weißwasser und übertrug sie den Piaristen, die auch die örtliche Trivialschule übernahmen. 1733 war der Bau der Kloster- und Schulgebäude, in denen ein sechsjähriger Gymnasialunterricht erfolgte, abgeschlossen. Das bedeutsame Piaristenkolleg bildete die Grundlage für eine rasche Blüte von Weißwasser als kulturelles Zentrum und Wallfahrtsort, oberhalb des Klosters entstand ein neues Ortszentrum.
Bei der Teilung Schlesiens verblieb Weißwasser 1742 nach dem Vorfrieden von Breslau bei Österreich, während Hertwigswaldau an Preußen fiel. Der Sitz der den neuen Grenzverlauf aushandelnden Grenzkommission war Weißwasser. Nördlich, östlich und westlich von Weißwasser verlief die preußische Grenze, das Piaristenkolleg wurde von der neuen Grenze durchschnitten. Das Gut Weißwasser wurde fortan in der Troppauer Landtafel als Allodialgut geführt, blieb aber weiterhin mit der preußischen Herrschaft Hertwigswaldau verbunden. Nach dem Tod des Bischofs von Liechtenstein-Kastelkorn erbte 1747 dessen Neffe Karl Otto Graf von Salm und Neuburg den Besitz. Er ließ 1748 das Weißwasseraner Unterdorf zum Marktflecken erheben. Die 1771 gegründete Leinenappretur stellte ihren Betrieb bald wieder ein. Im Jahre 1794 wurde Weißwasser von der Herrschaft Hertwigswaldau abgetrennt. Das Piaristengymnasium wurde 1829 aufgehoben.
Im Jahre 1836 bestand der Markt Weißwasser aus 73, in einer mittig zum Ring erweiterten Gasse stehenden Häusern, in denen 494 deutschsprachige Personen lebten. Den östlichen Abschluss bildete das teilweise auf preußischem Gebiet gelegene Piaristenkloster mit der Kirche. Im Ort gab es zudem ein Gasthaus, drei Schankhäuser, eine Mahlmühle und ein k.k. Zollamt. Auf dem Ring standen Statuen der hll. Johannes von Nepomuk, Florian und Wendelin. In dem den Grafen d'Ambly auf Schloss Weißwasser schutzuntertänigen Markt Weißwasser wurden jährlich vier Jahrmärkte sowie jeden Donnerstag in Wochenmarkt abgehalten. Die Verwaltung oblag dem Marktrichter und seinen Gerichtsbeisitzern. Haupterwerbsquellen bildeten der Ackerbau und verschiedene Gewerbe. Markt Weißwasser war Pfarr- und Schulort für die zum Gut gehörigen Dörfer sowie Ober Gostitz, eine Trivialschule bestand in Dorf Weißwasser. Bis zur Mitte des 19. Jahrhunderts blieb Markt Weißwasser dem Allodialgut Weißwasser untertänig.
Nach der Aufhebung der Patrimonialherrschaften bildete Weißwasser Markt ab 1849 den Kernort der Marktgemeinde Weißwasser / Bílávoda im Gerichtsbezirk Jauernig. Im 19. Jahrhundert erfolgte im Nordwesten der Gemarkung eine Grenzregulierung; der entlang des Heider Grabens (Pasecký potok) zwei Kilometer in das preußische Gebiet hineinragende schmale Zipfel wurde an die Gemeinde Plottnitz (Błotnica) abgetreten. Ab 1869 gehörte Weißwasser Markt zum Bezirk Freiwaldau. Zu dieser Zeit hatte Weißwasser Markt 498 Einwohner und bestand aus 70 Häusern. Der tschechische Ortsname Bílá Voda (městec) wurde zum Ende des 19. Jahrhunderts eingeführt. Im Jahre 1900 lebten in Weißwasser Markt 526 Personen, 1910 waren es 485. Beim Zensus von 1921 lebten in den 76 Häusern des Ortsteils 457 Menschen, darunter 359 Deutsche und sieben Tschechen. 1930 bestand Weißwasser Markt aus 74 Häusern und hatte 492 Einwohner. Die Füllhalterfabrik Hanns Roggenbuck & Co. (HARO) aus Frankenstein eröffnete 1930 eine Betriebsstätte. Im September 1938 besetzten Einheiten des Sudetendeutschen Freikorps den Weißwasseraner Zipfel. Nach dem Münchner Abkommen wurde das Dorf 1938 dem Deutschen Reich zugesprochen und gehörte bis 1945 zum Landkreis Freiwaldau. Im Winter 1945 zog ein Todesmarsch von Häftlingen des KZ Auschwitz durch den Ort.
Nach dem Ende des Zweiten Weltkrieges kam Městys Bílá Voda zur Tschechoslowakei zurück; die meisten der deutschsprachigen Bewohner wurden 1945/46 vertrieben. Zur selben Zeit wurden die angrenzenden preußischen Gebiete der Republik Polen zugeschlagen und die Grenze geschlossen. Wegen der dadurch entstandenen isolierten Lage erfolgte nur eine geringe Wiederbesiedlung, ein Teil der Neusiedler verließ Městys Bílá Voda bald wieder. In dieser Zeit sank Městys Bílá Voda zum Dorf herab. 1950 hatte der Ort nur noch 263 Einwohner. Im Herbst 1950 wurde im Rahmen der Aktion K in den Klostergebäuden ein Internierungslager für ältere oder nicht arbeitsfähige Ordensschwestern eingerichtet. Im Zuge der polnisch-tschechoslowakischen Grenzregulierung vom 13. Juni 1958 erfolgte bei Městys Bílá Voda ein Gebietsaustausch. Von der polnischen Gemeinde Kamienica erhielt Městys Bílá Voda die Anteile an den Kloster- und Kirchgrundstücken, die dort rechts des Baches Bílá voda gelegenen Häuser wurden als Kamenička-u Bílé Vody dem Ortsteil Kamenička zugewiesen. Bei der Gebietsreform von 1960 wurde der Okres Jeseník aufgehoben und Městys Bílá Voda in den Okres Šumperk eingegliedert. Nach der Samtenen Revolution 1989 wurde das Internierungslager aufgehoben. Sukzessive verließen die Ordensschwestern Městys Bílá Voda, dadurch sank die Einwohnerzahl von 417 (1991) innerhalb eines Jahrzehnts auf die Hälfte. Seit 1996 gehört Městys Bílá Voda wieder zum Okres Jeseník. Beim Zensus von 2001 lebten in den 40 Häusern des Ortes 202 Personen.

## Ortsgliederung
Der Ortsteil Městys Bílá Voda ist Teil des Katastralbezirkes Bílá Voda u Javorníka.

## Sehenswürdigkeiten
- Piaristenkloster Bílá Voda, gestiftet 1723 durch Jakob Ernst von Liechtenstein-Kastelkorn
- Kirche Mariä Heimsuchung, errichtet 1755–1765 anstelle eines der hl. Anna geweihten Vorgängerbaus
- Barocke Statuen der hll. Florian und Johannes von Nepomuk auf dem Ring
- Friedhof mit den Gräbern der internierten Ordensschwestern und dem Gemeinschaftsgrab der Opfer des Todesmarsches von Häftlingen des KZ Auschwitz
- Museum der Isolation, Internierung und Integration (Muzeum izolace, internace a integrace)